# Selskjera
Die Selskjera (norwegisch für Robbenschären) sind eine Gruppe dreier Klippenfelsen vor der Lazarew-Küste der westantarktischen Peter-I.-Insel. Sie liegen unmittelbar westlich des Kap Ingrid.
Wissenschaftler des Norwegischen Polarinstituts benannten sie.